# Liste der Kulturdenkmale in Kriebstein

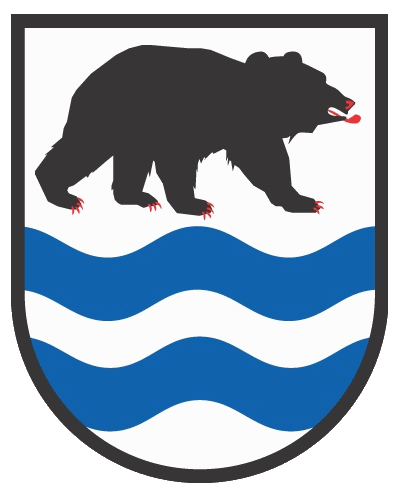
Wappen von Kriebstein

In der Liste der Kulturdenkmale in Kriebstein sind die Kulturdenkmale der sächsischen Gemeinde Kriebstein verzeichnet, die bis September 2024 vom Landesamt für Denkmalpflege Sachsen erfasst wurden (ohne archäologische Kulturdenkmale). Die Anmerkungen sind zu beachten.
Diese Aufzählung ist eine Teilmenge der Liste der Kulturdenkmale im Landkreis Mittelsachsen.

## Kriebstein
| Bild           | Bezeichnung | Lage                                                 | Datierung | Beschreibung | ID       |
| -------------- | --- | ---------------------------------------------------- | --- | --- | -------- |
| Weitere Bilder | Burg Kriebstein (Sachgesamtheit) | Kriebsteiner Straße 7 (Karte)                        | Ab 1384 | Sachgesamtheit Burg Kriebstein mit folgenden Einzeldenkmalen: Burganlage mit Zufahrtsbrücke, zwei Torpfeilern, Torhaus, Hauptgebäude, Wohnturm, Küchenbau, Brunnenhaus und Stützmauern (08962332) sowie der Burgberg als Sachgesamtheitsteil; über der Zschopau gelegener Bergsporn mit sehr gut erhaltener malerischer Burganlage von baugeschichtlicher, kunstgeschichtlicher, landschaftsgestaltender und überregionaler Bedeutung. Anlage oberhalb der Zschopau auf ovalem Grundriss. Die Halle mit zweijochigem Rippengewölbe, die Kapelle ein Einstützraum mit Wandmalereien (biblische Darstellungen und Heiligenlegenden), um 1420, im fünfgeschossigen Wohnturm heute Renaissancesaal, Barock- und Biedermeierzimmer, im Alten Festsaal Wandmalereien mit dem Hl. Christophorus und Hl. Hieronymus im Gehäus, die Balkendecke 1. Hälfte 16. Jahrhundert. Im Bauernsaal der Alexiusaltar, um 1520, ehemals im Eremitenkloster Waldheim. Der Neue Festsaal im Hauptgebäude Mitte 16. Jahrhundert. | 09304820 |
| Weitere Bilder | Burganlage mit Zufahrtsbrücke, zwei Torpfeilern, Torhaus, Hauptgebäude, Wohnturm, Küchenbau, Brunnenhaus und Stützmauern (Einzeldenkmale der Sachgesamtheit 09304820) | Kriebsteiner Straße 7 (Karte)                        | Wohl 1384–1407 (Burg, Halle); letzten beiden Jahrzehnte des 14. Jahrhunderts (Wohnturm); bis 1407 (Kapelle); nach 1471 (Küchenhaus); 1. Hälfte 15. Jahrhundert (Ausmalung Kapelle) | Einzeldenkmale der Sachgesamtheit Burg Kriebstein; über der Zschopau gelegener Bergsporn mit sehr gut erhaltener malerischer Burganlage von baugeschichtlicher, kunstgeschichtlicher, landschaftsgestaltender und überregionaler Bedeutung. Anlage oberhalb der Zschopau auf ovalem Grundriss. Die Halle mit zweijochigem Rippengewölbe, die Kapelle ein Einstützraum mit Wandmalereien (biblische Darstellungen und Heiligenlegenden), um 1420, im fünfgeschossigen Wohnturm heute Renaissancesaal, Barock- und Biedermeierzimmer, im Alten Festsaal Wandmalereien mit dem Hl. Christophorus und Hl. Hieronymus im Gehäus, die Balkendecke 1. Hälfte 16. Jahrhundert. Im Bauernsaal der Alexiusaltar, um 1520, ehemals im Eremitenkloster Waldheim. Der Neue Festsaal im Hauptgebäude Mitte 16. Jahrhundert. | 08962332 |
| Weitere Bilder | Drei Wohnhäuser (Nr. 8, 9, 15), ein Wohn- und Wirtschaftsgebäude (Nr. 10, 11, 12) und eine Scheune (Nr. 14) des Rittergutes Kriebstein                                | Kriebsteiner Straße 8, 9, 10, 11, 12, 14, 15 (Karte) | 18. Jahrhundert (Gutsscheune); 1794 Dendro (Wohnhaus); 1. Hälfte 19. Jahrhundert (Wirtschaftsgebäude)                                                                              | Ortsbildprägende Hofanlage mit bau- und ortsgeschichtlicher Bedeutung. - Wohnhaus (Nummer 15): zweigeschossig, Bruchstein mit Porphyrgewänden, Krüppelwalmdach, die dazugehörige Scheune (Nummer 14) vermutlich ebenso, verputzt - Wirtschaftsgebäude (Nummer 10, 11, 12): langer Riegel, ein Teil Fachwerk im Obergeschoss - zwei gleichartig gestaltete Wohnhäuser (Nummer 8, 9) mit Verbindungsbau: massiv im Erdgeschoss und Giebel, Porphyrgewände, eines stichbogig mit Schlussstein, seitlich Obergeschoss Fachwerk, verputzt, Mansardwalmdach | 08962294 |

## Ehrenberg
| Bild                                    | Bezeichnung | Lage                                | Datierung                                                                                                 | Beschreibung | ID       |
| --------------------------------------- | --- | ----------------------------------- | --- | --- | -------- |
| Direkt Bild zu diesem Denkmal hochladen | Bogenbrücke | Dorfstraße (Karte)                  | 19. Jahrhundert                                                                                           | Kleine Bogenbrücke aus Bruchstein, baugeschichtlich von Bedeutung | 08962298 |
| Direkt Bild zu diesem Denkmal hochladen | Mauer/Straßenbegrenzung entlang der Panoramastraße von Kriebethal nach Ehrenberg | Dorfstraße (Karte)                  | Bezeichnet mit 1934–1936                                                                                  | Touristikgeschichtliche Bedeutung. Porphyrmauer, bossiert, mit Zinnen, halbrunder Aussichtspunkt, ermöglicht einmaligen Blick auf Burg Kriebstein. | 08962312 |
| Direkt Bild zu diesem Denkmal hochladen | Häuslerhaus | Dorfstraße 30 (Karte)               | Ende 18. Jahrhundert                                                                                      | Regionaltypischer Fachwerkbau, steht an ortsbildprägender Stelle, baugeschichtlich von Bedeutung. Erdgeschoss massiv, Porphyrgewände, Winterfenster, Obergeschoss einriegeliges Fachwerk, Giebel verkleidet, Frackdach. | 08962299 |
| Direkt Bild zu diesem Denkmal hochladen | Wohnhaus | Dorfstraße 34 (Karte)               | Mitte 19. Jahrhundert                                                                                     | Beispiel für die Fachwerk-Holzbauweise, baugeschichtlich von Bedeutung. Giebelständig zur Straße, Erdgeschoss massiv mit Porphyrgewänden, Obergeschoss rundum Fachwerk, verkleidet, Krüppelwalmdach. | 08962300 |
| Direkt Bild zu diesem Denkmal hochladen | Häuslerhaus | Dorfstraße 45 (Karte)               | Um 1800                                                                                                   | Straßenbildprägender Fachwerkbau, baugeschichtlich von Bedeutung. Erdgeschoss massiv, Porphyrgewände, Obergeschoss Fachwerk, kleiner Anbau, saniert. | 08962302 |
| Direkt Bild zu diesem Denkmal hochladen | Wohnstallhaus und südliche Scheune eines Bauernhofes | Dorfstraße 62 (Karte)               | Um 1870                                                                                                   | Wohnstallhaus Obergeschoss Fachwerk,baugeschichtlich und straßenbildprägend von Bedeutung. - Wohnstallhaus: Erdgeschoss massiv, Porphyrgewände, Obergeschoss Fachwerk, rundum verkleidet - Scheune: Fachwerk, teils verbrettert, Krüppelwalmdach | 08962305 |
| Direkt Bild zu diesem Denkmal hochladen | Häuslerhaus | Dorfstraße 74 (Karte)               | Um 1800                                                                                                   | Beispiel für die ältere Holzbauweise, baugeschichtlich von Bedeutung. Erdgeschoss massiv, Obergeschoss Fachwerk, teils einriegelig, rückwärtig eingeschossiger Anbau. | 08962306 |
| Direkt Bild zu diesem Denkmal hochladen | Wohnstallhaus | Dorfstraße 81 (Karte)               | Anfang 19. Jahrhundert                                                                                    | Gutes Beispiel für die Fachwerk-Holzbauweise, baugeschichtlich von Bedeutung. Erdgeschoss massiv, Obergeschoss regelmäßiges Fachwerk, originale Fenstergrößen, Giebel verbrettert. | 08962308 |
| Direkt Bild zu diesem Denkmal hochladen | Westliches Wohnstallhaus und südliches Seitengebäude eines Bauernhofes | Dorfstraße 95 (Karte)               | Um 1800 (Wohnstallhaus); Mitte 19. Jahrhundert (Seitengebäude)                                            | Wohnstallhaus Obergeschoss Fachwerk, Teil der alten Ortsstruktur, baugeschichtlich von Bedeutung. - Wohnstallhaus: Erdgeschoss massiv, Obergeschoss Fachwerk, Giebel verkleidet, originale Fenstergrößen - Stallscheune: Erdgeschoss Backstein, Obergeschoss Fachwerk, Außenseiten verschiefert | 08962309 |
|                                         | Denkmal für die Gefallenen des Ersten Weltkrieges | Dorfstraße 102 (neben) (Karte)      | Nach 1918                                                                                                 | Ortsgeschichtlich von Bedeutung | 08962310 |
| Direkt Bild zu diesem Denkmal hochladen | Wohnstallhaus | Dorfstraße 127 (Karte)              | 1700–1720                                                                                                 | Fachwerkbau mit seltener Konstruktionsart, bau- und hausgeschichtlich von Bedeutung. Erdgeschoss massiv, verändert, Obergeschoss Fachwerk mit Wilder-Mann- und Halbmann-Figuren, zwei Seiten verbrettert, Giebel massiv. | 08962311 |
| Direkt Bild zu diesem Denkmal hochladen | Westliches Wohnstallhaus, südliches Seitengebäude, östliche Scheune und nördliches Waschhaus eines Vierseithofes | Gasse 47 (Karte)                    | Letztes Drittel 19. Jahrhundert (Wohnstallhaus); um 1950 (Waschhaus)                                      | Wohnstallhaus in Fachwerkbauweise, ortsbildprägende Hofanlage durch erhöhte Lage mit bau- und wirtschaftsgeschichtlicher Bedeutung. - Wohnstallhaus: Erdgeschoss massiv, Obergeschoss rundum Fachwerk, drei Seiten verschiefert - Scheune: Fachwerk, verbrettert - Stallscheune: Erdgeschoss massiv, Obergeschoss Fachwerk, verbrettert - Waschhaus: massiv, profiliertes Steingussgewände, komplettiert den Hof | 08962303 |
| Weitere Bilder                          | Rittergut Ehrenberg (Sachgesamtheit) | Lochmühlenstraße 4, 5, 7, 8 (Karte) | 17./18. Jh. (Wirtschaftsgebäude); 18. Jahrhundert (Rittergut, Stallgebäude und Gutsscheune)               | Sachgesamtheit Rittergut Ehrenberg mit folgenden Einzeldenkmalen: Ruine des ehemaligen Schlosses Ehrenberg (Nr. 4, Kapellenflügel), mit Fundamentmauern und Kelleranlage des ehemaligen Nordflügels, Wohn- und Wirtschaftsgebäude (Nr. 8), ehemaliges Gutsverwalterhaus (Nr. 7) und ehemaliges Kutscherhaus (Nr. 5), mit Resten der nördlichen Scheune sowie Terrassierungen und Stützmauern des ehemaligen Schlossgartens (08962297) sowie folgendem Sachgesamtheitsteil: ehemalige Brennerei (Flurstück 521k); Anlage von baugeschichtlicher, ortsgeschichtlicher und landschaftsprägender Bedeutung. - Stallgebäude: Bruchstein mit Porphyrgewänden, verputzt, profiliertes Kranzgesims - Scheune: Bruchsteinbau mit zwei Rundbogentoren, eines davon original (aufgedoppelt), Dachbereich abgetragen, nördlich des ehemaligen Schlosses am Abhang über der Zschopau Terrassierung und Stützmauern als letzte Zeugnisse der ehemals „herrlichen Garten- und Parkanlagen“ (Poenicke) Das ehemals denkmalgeschützte Wirtschaftsgebäude Lochmühlenstraße 6 wurde 2017 abgerissen. | 09300462 |
| Weitere Bilder                          | Ruine des ehemaligen Schlosses Ehrenberg (Nr. 4, Kapellenflügel), mit Fundamentmauern und Kelleranlage des ehemaligen Nordflügels, Wohn- und Wirtschaftsgebäude (Nr. 8), ehem. Gutsverwalterhaus (Nr. 7) und ehemaliges Kutscherhaus (Nr. 5), mit Resten der nördlichen Scheune sowie Terrassierungen und Stützmauern des ehemaligen Schlossgartens (Einzeldenkmale der Sachgesamtheit 09300462) | Lochmühlenstraße 4, 5, 7, 8 (Karte) | 1563 datiert (Schloss); um 1800 (Wirtschaftsgebäude); 1826 (Gutsverwalterhaus); um 1830 (Kutscherwohnung) | Einzeldenkmale der Sachgesamtheit Rittergut Ehrenberg; bau- und ortsgeschichtlich von Bedeutung. - Schloss - Wohnstallhaus: zweigeschossig, Bruchstein verputzt, Porphyrgewände, elf zu vier Achsen, profiliertes Kranzgesims, Krüppelwalmdach - Schmiede: Erdgeschoss massiv, Holzfenstergewände, Obergeschoss Fachwerk, verkleidet, Giebel verbrettert - Kutscherhaus: eingeschossig über T-förmigem Grundriss, Porphyrgewände, Traufseitige Ladeluke, Satteldach, an allen Seiten Dachhäuschen | 08962297 |

## Erlebach
| Bild                                    | Bezeichnung                                                                                                 | Lage                         | Datierung                                                                                           | Beschreibung | ID       |
| --------------------------------------- | --- | ---------------------------- | --------------------------------------------------------------------------------------------------- | --- | -------- |
| Direkt Bild zu diesem Denkmal hochladen | Östliches Wohnstallhaus und westliche Scheune eines Dreiseithofes                                           | Hauptstraße 4 (Karte)        | Um 1700 (Wohnstallhaus); 2. Hälfte 19. Jahrhundert (Scheune)                                        | Wohnstallhaus mit seltener Fachwerkkonstruktion, bau- und wirtschaftsgeschichtlich von Bedeutung. - Wohnstallhaus: Erdgeschoss massiv, Obergeschoss Fachwerk mit gekreuzten Fußstreben, zwei Seiten verkleidet - Scheune: Fachwerk mit Drempel, Feldsteinsockel | 08962319 |
| Direkt Bild zu diesem Denkmal hochladen | Östliches Wohnstallhaus, nördliches und südliches Seitengebäude sowie westliche Scheune eines Vierseithofes | Hauptstraße 5 (Karte)        | Ende 18. Jahrhundert (Wohnstallhaus, Auszugshaus und Scheune); um 1870 (Seitengebäude)              | Stattliche Hofanlage in Fachwerkbauweise, bau- und wirtschaftsgeschichtlich von Bedeutung. - Wohnstallhaus: alter Baukörper, Erdgeschoss massiv, Porphyrgewände, Obergeschoss rundum Fachwerk, teils verkleidet - Ausgedinge: Erdgeschoss massiv, Obergeschoss Fachwerk, Giebel verkleidet, Dach Schiefer - Scheune: seltene Fachwerk-Konstruktion, später aufgestockt - Seitengebäude: spätere Ergänzung, Erdgeschoss massiv, Obergeschoss Fachwerk, Dach Schiefer | 08962318 |
| Direkt Bild zu diesem Denkmal hochladen | Westliches Wohnstallhaus, nördliches Torhaus und südliches Seitengebäude eines Vierseithofes                | Hauptstraße 6 (Karte)        | 1870 unterfahren, im Kern 1780 (Wohnstallhaus); 1870 (Torhaus); bezeichnet mit 1781 (Seitengebäude) | Gutes Beispiel für die Fachwerk-Holzbauweise, bau- und wirtschaftsgeschichtlich von Bedeutung. - Wohnstallhaus: Erdgeschoss massiv, Porphyrtürgewände, Obergeschoss Fachwerk, kräftige Streben - Stallscheune: Erdgeschoss massiv, Holzgewände, Obergeschoss Fachwerk, Mitteldrehflügelfenster, zwei Ladeluken - Torhaus: Erdgeschoss massiv, Porphyrgewände, gegiebelte Türbedachung, originale Tür, Obergeschoss Fachwerk, alte Fenster                           | 08962317 |
| Direkt Bild zu diesem Denkmal hochladen | Wohnstallhaus eines Hakenhofes                                                                              | Hauptstraße 18 (Karte)       | 1. Hälfte 19. Jahrhundert                                                                           | Obergeschoss Fachwerk mit kräftigen Ständern, baugeschichtlich von Bedeutung. Erdgeschoss massiv, Giebel Schiefer. | 08962315 |
| Direkt Bild zu diesem Denkmal hochladen | Südliches und nördliches Seitengebäude sowie westliche Scheune eines Vierseithofes                          | Hauptstraße 21 (Karte)       | Um 1800 (Scheune); 1. Hälfte 19. Jahrhundert (Seitengebäude)                                        | Alle Gebäude in Fachwerkbauweise, Bestandteil des alten Ortsbildes, bau- und wirtschaftsgeschichtlich von Bedeutung. - Scheune: alter Baukörper ohne Aufstockung, Fachwerk, verkleidet - Stallscheunen: Erdgeschoss massiv, Porphyrgewände, Obergeschoss Fachwerk, verbrettert | 08962316 |
| Weitere Bilder                          | Mühlengebäude (gleichzeitig Gasthaus) und zwei Seitengebäude der Lochmühle                                  | Lochmühlenstraße 16a (Karte) | Um 1920                                                                                             | Alle drei Gebäude in Fachwerkbauweise, bau-, heimat- und technikgeschichtlich von Bedeutung. - Wohnhaus: massiver, zweigeschossiger Bau mit Porphyrgewänden, Krüppelwalmdach mit Dachhaus, im Giebel Zierfachwerk - Stallscheune: Erdgeschoss massiv, Obergeschoss Fachwerk, Krüppelwalmdach - Seitengebäude: eingeschossiger Bau auf Klinkersockel, heute Gaststätte                                                                                               | 08962313 |

## Grünlichtenberg
| Bild                                    | Bezeichnung | Lage                              | Datierung | Beschreibung | ID       |
| --------------------------------------- | --- | --------------------------------- | --- | --- | -------- |
| Direkt Bild zu diesem Denkmal hochladen | Wohnhaus | Am Feldrain 6 (Karte)             | Um 1800 | Beispiel der alten Holzbauweise, baugeschichtlich von Bedeutung. Erdgeschoss und ein Giebel massiv, Eingangsvorbau, Obergeschoss Fachwerk, verbrettert bzw. verputzt, hoch liegende Fenster, steiles Satteldach mit Schieferdeckung. | 08955595 |
| Direkt Bild zu diesem Denkmal hochladen | Westliches Wohnstallhaus, nördliches Seitengebäude und östliche Scheune eines Bauernhofes                                                                      | Am Feldrain 7 (Karte)             | Anfang 19. Jahrhundert (Seitengebäude); 19. Jahrhundert (Scheune); 1914 (Wohnstallhaus)                                                              | Gute Fachwerksubstanz aus verschiedenen Bauphasen, baugeschichtlich von Bedeutung. - Wohnstallhaus: Erdgeschoss massiv, Porphyrgewände, Obergeschoss Fachwerk, teils verkleidet - Seitengebäude: Erdgeschoss massiv, Porphyrgewände, Obergeschoss Fachwerk, alte Fenster, Schieferdeckung - Scheune: Fachwerk verbrettert, Drempel verschiefert | 08955594 |
| Weitere Bilder                          | Herrenhaus des ehemaligen Rittergutes Lichtenberg sowie Reste des Gutsparks                                                                                    | Am Rittergut 8, 9 (Karte)         | 17./18. Jahrhundert | Ehemals ein Gebäude, nach 1945 umgebaut und geteilt, deshalb heute zwei separate Wohnhäuser, der nördliche Teil (Nummer 8) bereits zusammengebrochen, bau- und ortsgeschichtlich von Bedeutung. - Herrenhaus: Stattlicher, dem früheren Repräsentationsbedürfnis entsprechender Bau, zweigeschossig, großes Satteldach mit originalem Dachhäuschen (volutengerahmter Dreiecksgiebel mit Bekrönung, Gaupen), Reste des Neorenaissancegiebels zeigen sich in den Resten der Putzgliederung (profiliertes Gesims unter Okulus, Ecklisenen), parkseitig ehemals Volière, Gartenpavillon, Wasserleitung zum zugehörigen Wald ergraben, Keller mit Kreuzgratgewölben. Im Inneren Reste der einheitlichen Ausstattung trotz Umnutzung als Scheune zu erkennen (Einzug von Wänden, dadurch veränderte Raumaufteilung): Stuckdecke, Supraportenreliefs, Tapeten, Türen, Eichenparkett, im Flurbereich Ornamentfliesen. Der Denkmalwert besteht aufgrund der maroden Bausubstanz heute wohl überwiegend in der Bewahrung des historischen Ortes samt Parkanlage. (Das örtliche Museum, das historische Aufnahmen besitzt, ist leider momentan nicht zugänglich.) - Gutspark: Die Fläche des Gutsparks grenzt im Norden und Westen an den Gutshof. Der Nord-Bereich ist mit Einfamilienhäusern überbaut. An den Grenzen des Nord-Bereiches und im West-Bereich zum Teil erhaltener Gehölzbestand. | 08955629 |
| Direkt Bild zu diesem Denkmal hochladen | Nördliches Wohnstallhaus, westliches Seitengebäude und Torbogen eines Vierseithofes                                                                            | Lindenallee 2 (Karte)             | Schlussstein bezeichnet mit 1826 (Wohnstallhaus); 2. Hälfte 19. Jahrhundert (Seitengebäude)                                                          | Beide Gebäude in Fachwerkbauweise, bau- und heimatgeschichtlicher Wert. - Wohnstallhaus: verputztes Erdgeschoss mit Porphyrgewänden, profilierte Türbedachung, Obergeschoss Fachwerk, alte Fensterrahmen, verbrettert (zehn Achsen), Giebel Schiefer, Dachüberstand - Seitengebäude: Erdgeschoss massiv, Obergeschoss Hofseite Fachwerk mit Drempel, zwei Ladeluken, 3 × 2 Gefache mit gekreuzten Streben, drei Seiten massiv, Dach Schiefer | 08955611 |
| Direkt Bild zu diesem Denkmal hochladen | Wohnstallhaus | Lindenallee 15 (Karte)            | 1. Drittel 19. Jahrhundert | Bestandteil der älteren Ortsbebauung, baugeschichtlich von Bedeutung. Im Erdgeschoss Porphyrgewände erhalten, Obergeschoss regelmäßiges Fachwerk, alte Verbretterung, Fensterrahmung, ein Giebel massiv, dort Okulus. | 08955612 |
| Weitere Bilder                          | Kirche mit Ausstattung, Kirchhof samt hoher Einfriedungsmauer, Denkmal für die Gefallenen des Ersten Weltkrieges und Gedenktafel 1870/71 an Ostmauer des Turms | Mittlere Dorfstraße (Karte)       | Romanischer Chorturm (Kirche); 1862–1863 (Neubau Kirchenschiff); 1862/1863 (Kirchenausstattung); 1866/67 (Orgel); nach 1918 (Kriegerdenkmal)         | Stattliche Saalkirche von 1862/63 mit barockem Ostturm, bau- und ortsgeschichtlich von Bedeutung. - Kirche: Chorturmkirche mit romanischem Chorturmrest, der obere barocke Turm 1708–11, durch Neubau Einfassung des oktogonalen Turms mit Giebeln. Putzbau mit Porphyrgliederung, interessante Turmgliederung mit Haube und Laterne, der Saal mit hohen Rundbogenfenstern und Pilastergliederung, profiliertes Kranzgesims, hohe Einfriedungsmauer - Kriegerdenkmal: wuchtige Anlage aus bossierten Porphyrquadern, zentraler Rundbogen (Relief) auf dorischen Säulen - Tafel: erinnert an den Deutsch-Französischen Krieg, in dem zwei Bürger aus Grünlichtenberg fielen | 08955598 |
| Direkt Bild zu diesem Denkmal hochladen | Wegestein | Mittlere Dorfstraße 2 (Karte)     | Bezeichnet mit 1733 | Stand ursprünglich an anderer Stelle, eingeritzt: Anno 1733, Höhe ca. 40 cm. Rückseite: vermutlich Schwert | 08955600 |
| Direkt Bild zu diesem Denkmal hochladen | Pfarrhaus und zwei Seitengebäude (das nördliche mit Oberlaube) eines Pfarrhofes                                                                                | Mittlere Dorfstraße 16 (Karte)    | Bezeichnet mit 1770 (Pfarrhaus); um 1770 (Seitengebäude mit Oberlaube); Ende 18. Jahrhundert (Oberlaube)                                             | Alle Gebäude in Fachwerkbauweise, bau- und ortsgeschichtlich von Bedeutung. - Wohnhaus: Erdgeschoss Porphyrgewände, Stichbogenportal mit Schlussstein, Obergeschoss Fachwerk, verkleidet - Seitengebäude (ehem. Stallscheune): Toreinbruch im Erdgeschoss, Obergeschoss verputztes Fachwerk - Seitengebäude (links der Zufahrt): Erdgeschoss massiv, Obergeschoss Fachwerk, verputzt, Oberlaube mit einer profilierten Holzsäule, Brüstung verbrettert, Giebel Schiefer | 08955586 |
| Direkt Bild zu diesem Denkmal hochladen | Westliches Wohnhaus, nördliches und südliches Seitengebäude sowie östliche Scheune eines Vierseithofes                                                         | Mittlere Dorfstraße 20 (Karte)    | Ende 18. Jahrhundert (Seitengebäude); ehemaliger Schlussstein bezeichnet mit 1813 (Bauernhaus); 2. Hälfte 19. Jahrhundert (Stallscheune und Scheune) | Strukturprägender Hof in Fachwerkbauweise mit wenig veränderter Substanz, bau- und wirtschaftsgeschichtlich von Bedeutung. - Wohnhaus: Erdgeschoss massiv, Porphyrgewände, Garageneinbauten, Giebel massiv, Obergeschoss Fachwerk, verputzt - Seitengebäude (mit Durchfahrt): niedriges Erdgeschoss, Obergeschoss bzw. Drempel Fachwerk, verbrettert, Mitteldrehflügelfenster, alter Baukörper - Seitengebäude (Stallscheune) und Scheune: Erdgeschoss massiv, Obergeschoss bzw. Drempel Fachwerk, hofseitig verbrettert, Außenseite verkleidet, im Hof Göpel - alte Pflasterung | 08955587 |
| Direkt Bild zu diesem Denkmal hochladen | Nordöstliches Wohnstallhaus, nordwestliche und südwestliches Seitengebäude sowie südöstliche Scheune eines Vierseithofes                                       | Mittlere Dorfstraße 31 (Karte)    | Mitte bis Ende 19. Jahrhundert | Stattlicher Hof des Unterdorfes, bau- und wirtschaftsgeschichtlich von Bedeutung. - Wohnstallhaus: recht repräsentatives, zweigeschossiges Wohnhaus aus dem späteren 19. Jahrhundert mit vier Fensterachsen und Okuli im Giebel, profilierte Gewände, Natursteinsockel - Scheune: dorfseitige Fachwerkfront mit Drempel, Giebel verkleidet - Nebengebäude: noch Porphyrgewände im Erdgeschoss, Obergeschoss Fachwerk, drei Seiten verkleidet, originale Fenstergrößen - Seitengebäude (links der Zufahrt): im Erdgeschoss Garagen, Obergeschoss Fachwerk | 08955596 |
| Direkt Bild zu diesem Denkmal hochladen | Westliches Wohnstallhaus eines Vierseithofes | Obere Dorfstraße 12 (Karte)       | Ende 19. Jahrhundert | Großer, bildprägender Fachwerkbau mit heimat- und baugeschichtlichem Wert. Erdgeschoss massiv, einige Porphyrgewände, Giebel massiv, Giebeldreieck verschiefert, Obergeschoss regelmäßiges Fachwerk, Satteldach Schiefer. | 08955601 |
| Direkt Bild zu diesem Denkmal hochladen | Häuslerhaus | Obere Dorfstraße 44 (Karte)       | Um 1800 | Unterkunft für Arbeiter des nächstgelegenen Gutes, wissenschaftlich-dokumentarischer Wert, ortshistorische Bedeutung. Massives Erdgeschoss (Bruchsteinmauerwerk, Porphyrgewände), Anbau, Obergeschoss Fachwerk (rundum verkleidet/verputzt) mit originalen Fenstergrößen, im Inneren weitgehend originaler Zustand (Bohlen-Balken-Decke, niedrige Raumhöhen), Baukörper verformt. | 08955606 |
| Direkt Bild zu diesem Denkmal hochladen | Südwestliches Wohnstallhaus eines ehemaligen Gutes | Obere Dorfstraße 50 (Karte)       | Schlussstein bezeichnet mit 1819 | Stattlicher Fachwerkbau mit bau- und heimatgeschichtlicher Bedeutung. Erdgeschoss massiv, zwei Porphyrstichbogentüren mit Schlussstein, Obergeschoss Fachwerk, verkleidet, elf Fensterachsen, vorkragendes Drempelgeschoss, im Giebeldreieck Zierfachwerk. | 08955608 |
| Direkt Bild zu diesem Denkmal hochladen | Westliches Seitengebäude eines ehemaligen Vierseithofes | Obere Dorfstraße 59 (Karte)       | Schlussstein bezeichnet mit 1800 | Obergeschoss Fachwerk, baugeschichtlich und sozialgeschichtlich von Bedeutung. Erdgeschoss und ein Giebel massiv, Obergeschoss Fachwerk, zwei Seiten verkleidet, steiles Satteldach, ein Holzgewände im überputzten Fachwerk-Bereich des Erdgeschosses, originale Fenster. | 08955610 |
| Direkt Bild zu diesem Denkmal hochladen | Wohnstallhaus, Auszugshaus, Seitengebäude und Scheune eines Vierseithofes                                                                                      | Untere Dorfstraße 3 (Karte)       | 1. Hälfte 19. Jahrhundert (Scheune); bezeichnet mit 1858 (Wohnstallhaus); 1858 (Auszugshaus)                                                         | Schönes Beispiel für die späte Holzbauweise, bau- und wirtschaftsgeschichtlich von Bedeutung. - Wohnstallhaus: Erdgeschoss massiv, Porphyrtürgewände profiliert und mit Rosetten, Giebel massiv, mit schlichter Gliederung, Obergeschoss Fachwerk, großfeldrig, Lastenaufzug im Dach, Stallscheune: massiv, sonst verkleidetes Fachwerk, Dachhäuschen - Scheune: etwas ältere Fachwerkkonstruktion, ein Mitteldrehflügelfenster - Ausgedinge: Obergeschoss Fachwerk, teils verkleidet, nördliches Seitengebäude: Erdgeschoss massiv, Obergeschoss Fachwerk verkleidet, Satteldach mit Dachhäuschen - ohne Denkmalwert: nördlicher Anbau am Wohnhaus, hofseitiger Anbau an Scheune | 08955589 |
| Direkt Bild zu diesem Denkmal hochladen | Nördliches Wohnstallhaus eines Vierseithofes | Untere Dorfstraße 11 (Karte)      | Anfang 18. Jahrhundert | Stattlicher Fachwerkbau, für die Gegend selten vorkommende Bauart, baugeschichtlich von Bedeutung. Erdgeschoss massiv, Obergeschoss Fachwerk mit Mann- und Halbmannfiguren, kräftige Ständer, großes Krüppelwalmdach, Gaupe mit Uhr, Schieferdeckung. | 08955590 |
| Direkt Bild zu diesem Denkmal hochladen | Wohnstallhaus (Nr. 21), westliches Seitengebäude und Scheune (Nr. 21b) eines Vierseithofes                                                                     | Untere Dorfstraße 21, 21b (Karte) | 2. Hälfte 18. Jahrhundert (Wohnstallhaus); Ende 18. Jahrhundert (Seitengebäude und Scheune)                                                          | Authentisch erhaltene Hofanlage in regionaltypischer Fachwerkbauweise, bau-, heimat- und wirtschaftsgeschichtlich von Bedeutung. - Wohnstallhaus: Erdgeschoss massiv, Obergeschoss hofseitig Fachwerk, ein Giebel massiv, ein Giebel Fachwerk, Satteldach - Scheune: relativ niedrige Fachwerk-Seitenwände, alte Tore, mit rötlichem Schiefer gedecktes Satteldach - Stallscheune: Erdgeschoss massiv, teils noch Holzständer, Obergeschoss Fachwerk, vorkragendes Obergeschoss mit Ladeluke, Kopfbänder, Schiebefenster, beide Giebel Fachwerk, rötliches Schieferdach | 08955591 |
| Direkt Bild zu diesem Denkmal hochladen | Westliches Wohnstallhaus, nördliches und südliches Seitengebäude sowie östliche Scheune eines Vierseithofes                                                    | Untere Dorfstraße 32 (Karte)      | 2. Hälfte 19. Jahrhundert, Kern älter (Wohnstallhaus); 2. Hälfte 19. Jahrhundert (Nebengebäude und Scheune)                                          | Stattlicher Hof der späteren Holzbauweise, baugeschichtlich und ortsbildprägend von Bedeutung. Sämtliche Gebäude Erdgeschoss massiv, Obergeschoss regelmäßiges Fachwerk mit großen Gefachen, teilweise verkleidet, Giebel des Wohnstallhauses Schiefer, einige Originalfenster, Rückseite der Scheune ganz Fachwerk mit Drempel, große böhmisch verbretterte Tore, Bruchsteinsockel. | 08955593 |
| Direkt Bild zu diesem Denkmal hochladen | Östliches Wohnstallhaus eines Bauernhofes | Zur Mühle 1 (Karte)               | Um 1800 | Teil der alten Ortsstruktur, baugeschichtlich von Bedeutung. Erdgeschoss massiv, liegendes Fenster, Obergeschoss Fachwerk, rundum verkleidet (Schiefer). | 08955592 |
| Direkt Bild zu diesem Denkmal hochladen | Nördliches Seitengebäude und westliche Scheune eines Vierseithofes                                                                                             | Zur Mühle 5 (Karte)               | Um 1850 | Große Baukörper eines landschaftsgestaltenden Hofes, heimatgeschichtlicher Wert. - Scheune: Fachwerk mit Drempel, teils mit Wellblech verkleidet - Stallscheune: Erdgeschoss verändert, Obergeschoss Fachwerk, Ladeluken, Lastenaufzug im Dach, drei Seiten verkleidet | 08955597 |

## Höckendorf
| Bild                                    | Bezeichnung | Lage                          | Datierung | Beschreibung | ID       |
| --------------------------------------- | --- | ----------------------------- | --- | --- | -------- |
| Direkt Bild zu diesem Denkmal hochladen | Westliches Wohnstallhaus, südliches Ausgedinge, nördliches Seitengebäude und Scheune eines Vierseithofes                     | Hainichener Straße 3 (Karte)  | Um 1800 | Landschaftsprägend durch exponierte Lage, bau- und wirtschaftsgeschichtlich von Bedeutung | 08955625 |
| Direkt Bild zu diesem Denkmal hochladen | Westliches Wohnhaus, nördliches Seitengebäude und östliche Scheune eines beachtlichen Vierseithofes                          | Höckendorf 2 (Karte)          | Um 1894 | Schönes Ensemble in Fachwerkbauweise aus dem späten 19. Jahrhundert, bau- und wirtschaftsgeschichtlich von Bedeutung. - Wohnhaus: Erdgeschoss massiv, Garageneinbauten, Obergeschoss Fachwerk, hofseitig Lastenaufzug, Dach Schiefer - Seitengebäude: Erdgeschoss massiv, Garagen, Obergeschoss und Giebel Fachwerk, dekorativ verschiefert, Dach mit Gaupe (Schiefer) - Scheune: bis auf den Steinsockel verschieferte Fachwerk-Konstruktion, Dach Schiefer | 08955616 |
| Direkt Bild zu diesem Denkmal hochladen | Nördliches Wohnstallhaus (Nr. 9), westliches und östliches (Nr. 11) Seitengebäude sowie südliche Scheune eines Vierseithofes | Höckendorf 9, 11 (Karte)      | Schlussstein bezeichnet mit 1811 (Wohnstallhaus); 2. Hälfte 19. Jahrhundert (Seitengebäude und Scheune)         | Entscheidend bildprägendes, am Hang gelegenes Fachwerk-Ensemble mit bau- und wirtschaftsgeschichtlicher Bedeutung. - Wohnstallhaus (Nummer 9): Erdgeschoss massiv, Porphyrstichbogenportal mit Schlussstein, Obergeschoss Fachwerk, verkleidet, Lastenaufzug, stattliches Gebäude - Scheune: mächtiger Bau, Fachwerk mit Drempel, drei Seiten dekorativ verschiefert - Stallscheune: Erdgeschoss massiv, Obergeschoss Fachwerk, Dachhäuschen Fachwerk, Dach Schiefer - Seitengebäude (Nummer 11): Erdgeschoss mit profilierten Gewänden, Türsturz verwittert, Obergeschoss Fachwerk mit hohen Fenstern, verkleidet, Giebel zum Dorf zweifarbig verschiefert, mit Hausbaum | 08955617 |
| Direkt Bild zu diesem Denkmal hochladen | Westliches Wohnstallhaus, zwei Seitengebäude und nördliche Scheune eines Vierseithofes                                       | Höckendorf 12 (Karte)         | 2. Hälfte 19. Jahrhundert                                                                                       | Teil der älteren Ortsstruktur, bau- und wirtschaftsgeschichtlich von Bedeutung. - Wohnstallhaus: Erdgeschoss, Giebel sowie Außenseite massiv (Bruchstein), im Giebel Rundbogendrillingsfenster und Okulus, Obergeschoss, hofseitig Fachwerk verkleidet/verbrettert, Porphyrgewände - Scheune: Bruchsteinsockel, Fachwerk, verkleidet, Schieferdeckung - Seitengebäude: hofseitig massiv, Außenseite Fachwerk, im Obergeschoss Wohnmöglichkeit, Giebel Schiefer, Porphyrgewände - Seitengebäude (Stallscheune): Erdgeschoss massiv, verputzt, Obergeschoss Fachwerk, verkleidet, vernachlässigter Hof                                                                      | 08955628 |
| Direkt Bild zu diesem Denkmal hochladen | Gasthof mit westlichem Seitengebäude und gegenüber liegender Scheune                                                         | Höckendorf 15 (Karte)         | 2. Hälfte 19. Jahrhundert                                                                                       | Gasthaus zeittypischer Putzbau mit schlichter Fassade, Seitengebäude und Scheune in Fachwerkbauweise, bau- und ortsgeschichtlich von Bedeutung. - Massiver, zweigeschossiger Bau mit Stallteil im Zentrum der Ortslage, verputzt, Steingewände an zwei Seiten erhalten, profilierte Türbedachung - Scheune: Fachwerk mit Drempel, massiver Giebel, Schieferdeckung - Seitengebäude (ehemalige Stallscheune): Erdgeschoss, massiv, verändert, Drempel noch Fachwerk, Giebel verkleidet | 08955626 |
| Direkt Bild zu diesem Denkmal hochladen | Westliches Wohnstallhaus, östliches Seitengebäude und zwei Scheunen eines Vierseithofes                                      | Höckendorf 20, 22 (Karte)     | Um 1800 (Wohnstallhaus); Anfang 19. Jahrhundert (Durchfahrtsscheune); 2. Hälfte 19. Jahrhundert (große Scheune) | Strukturbildendes Element der alten Dorfbebauung, bau- und wirtschaftsgeschichtlich von Bedeutung. - Wohnstallhaus: Erdgeschoss verändert, Obergeschoss Fachwerk, verkleidet, originale Fenstergrößen - Seitengebäude (Stallscheune): Erdgeschoss massiv, Obergeschoss Fachwerk, verkleidet - Scheune: ganz Fachwerk mit Durchfahrt - Scheune: große Fachwerk-Scheune mit Drempel, verbrettert | 08955613 |
| Direkt Bild zu diesem Denkmal hochladen | Spritzenhaus des Ortes | Höckendorf 35 (neben) (Karte) | Anfang 20. Jahrhundert                                                                                          | Ortsgeschichtliche Bedeutung. Eingeschossiger Putzbau mit zwei rundbogigen Toren, Gliederung durch Backsteinelemente an Gewänden, Kranzgesims, Walmdach, Zahnschnitt. | 08955627 |
| Direkt Bild zu diesem Denkmal hochladen | Häuslerhaus | Höckendorf 40 (Karte)         | Anfang 19. Jahrhundert                                                                                          | Obergeschoss Fachwerk, gut im originalen Sinne erhalten, bau- und heimatgeschichtlich bedeutend. Erdgeschoss massiv mit Porphyrgewänden, Giebel verkleidet. | 08955619 |
| Direkt Bild zu diesem Denkmal hochladen | Nördliches und südliches Seitengebäude sowie westliche Scheune eines Vierseithofes                                           | Höckendorf 48 (Karte)         | 1739 (Seitengebäude); um 1850 (Seitengebäude); 1905 (Scheune)                                                   | Alle drei Gebäude in Fachwerkbauweise und aus unterschiedlichen Entstehungszeiten, bau- und wirtschaftsgeschichtlich von Bedeutung. - Scheune: Fachwerk mit Drempel, Giebel verkleidet - Seitengebäude: Erdgeschoss massiv, ein Teil mit Holzgewänden, Türgewände mit Schlussstein, Obergeschoss kräftiges Fachwerk, originale Fenster, Außenseiten verbrettert bzw. verputzt - Seitengebäude: Erdgeschoss verändert, Obergeschoss Fachwerk mit recht großen Gefachen Alle Gebäude mit Krüppelwalmdach. | 08955620 |
| Direkt Bild zu diesem Denkmal hochladen | Nördliches Wohnstallhaus, östliches und westliches Seitengebäude sowie südliche Scheune eines Vierseithofes                  | Höckendorf 49 (Karte)         | 2. Hälfte 19. Jahrhundert                                                                                       | Stattlicher Bauernhof in Fachwerkbauweise, bau- und wirtschaftsgeschichtlich von Bedeutung. - Wohnstallhaus: langer Baukörper mit zwölf Achsen, Erdgeschoss massiv, Porphyrgewände, Obergeschoss Fachwerk, verputzt bzw. verkleidet, Scheune: Fachwerk mit Drempel, drei Seiten verbrettert, - Seitengebäude: Erdgeschoss und Obergeschoss mit Wohnmöglichkeit, Obergeschoss Fachwerk, verbrettert, Giebel massiv mit Palladiomotiv, Porphyrgewände - Stallscheune: Erdgeschoss massiv, Obergeschoss Fachwerk, Schieferdeckung | 08955622 |
| Direkt Bild zu diesem Denkmal hochladen | Südöstliches Wohnstallhaus eines Bauernhofes                                                                                 | Höckendorf 54 (Karte)         | Mitte 19. Jahrhundert                                                                                           | Obergeschoss Fachwerk, besitzt entscheidenden Anteil am Ortsbild, baugeschichtlich von Bedeutung. Erdgeschoss massiv, durch liegende Fenster verändert, Obergeschoss noch zwei Seiten Fachwerk, verkleidet, originale Fenstergrößen. | 08955624 |
| Direkt Bild zu diesem Denkmal hochladen | Stallscheune und kleines Seitengebäude eines Vierseithofes                                                                   | Höckendorf 55 (Karte)         | Mitte bis 2. Hälfte 19. Jahrhundert                                                                             | Straßenbildprägender Hof am Ortseingang, baugeschichtlich von Bedeutung. - Stallscheune: Erdgeschoss 2/3 massiv, 1/3 Fachwerk, Obergeschoss Fachwerk, Luke, Giebel und Außenseite verbrettert, Fensterumrahmungen, originale Fenster - Seitengebäude: kleiner Bau, Holzgewände, Obergeschoss Fachwerk, Dach Schiefer, komplettiert den Hof - Wohnstallhaus (Abbruch vor 2014): Erdgeschoss massiv, Porphyrgewände, Obergeschoss Fachwerk, Giebel verputzt, Mansarddach | 08955623 |

## Höfchen
| Bild                                    | Bezeichnung | Lage                              | Datierung                                                                                         | Beschreibung | ID       |
| --------------------------------------- | --- | --------------------------------- | ------------------------------------------------------------------------------------------------- | --- | -------- |
| Direkt Bild zu diesem Denkmal hochladen | Bogenbrücke auf einem Wanderweg entlang der Zschopau                                                           | (Flurstücke 503/2, 498/1) (Karte) | 18. Jahrhundert                                                                                   | Bau- und technikgeschichtlich von Bedeutung. Hohe Brücke entsprechend der Geländetopographie, Brückenbau aus Feld- und Bruchsteinen mit Brüstungsmauer, Ergänzung durch Ziegel. | 08962330 |
| Weitere Bilder                          | Staumauer der Talsperre Kriebstein mit Schieberhaus und Kraftwerk                                              | (Flurstück 96/8) (Karte)          | 1927–1929                                                                                         | Erste Betonguss-Staumauer Sachsens, technik- und architekturgeschichtlich von Bedeutung, bemerkenswert die Gestaltung in Sichtbeton mit expressionistisch anmutenden Elementen. Krone erhöht und befahrbar gemacht, horizontale Gliederung mit in Abschnitte eingeteilten Überlaufzonen. | 08962296 |
| Direkt Bild zu diesem Denkmal hochladen | Wohnhaus | Am Wald 1 (Karte)                 | Fachwerk Mitte 19. Jahrhundert                                                                    | Fachwerkbau aus der Mitte des 19. Jahrhunderts mit interessanter Umbau-Lösung zu Beginn des 20. Jahrhunderts, baugeschichtlich von Bedeutung. Erdgeschoss und Giebel massiv, eine Seite Fachwerk, Krüppelwalmdach, Dachhäuschen. | 08962290 |
| Direkt Bild zu diesem Denkmal hochladen | Häuslerhaus | Am Wald 3 (Karte)                 | Mitte 19. Jahrhundert                                                                             | Obergeschoss Fachwerk, wichtig für das Ortsbild, baugeschichtlich von Bedeutung. Erdgeschoss massiv, Frackdach. | 08962289 |
| Direkt Bild zu diesem Denkmal hochladen | Wohnhaus (ohne Anbau)                                                                                          | Am Wald 4 (Karte)                 | Mitte 19. Jahrhundert                                                                             | Teil der Ortsstruktur, baugeschichtlich von Bedeutung. Erdgeschoss massiv, Obergeschoss drei Seiten Fachwerk, Giebel Schiefer. | 08962288 |
| Direkt Bild zu diesem Denkmal hochladen | Wohnhaus/Verwaltungsgebäude (Sitz des Talsperrenzweckverbands) und Bootsschuppen                               | An der Talsperre 1 (Karte)        | 1910/1920                                                                                         | Im Heimatstil errichtetes Gebäude, bau- und ortsgeschichtlich von Bedeutung. - Wohnhaus: schmucker zweigeschossiger Bau im Heimatstil, Sockel Polygonmauerwerk, Erdgeschoss verputzt, Fensterläden, Obergeschoss verbrettert, Dachausbau - Bootsschuppen: der Topographie angepasst, Polygonmauerwerk im Sockelbereich, sonst verbrettert, flaches Walmdach | 08962295 |
| Direkt Bild zu diesem Denkmal hochladen | Wohnstallhaus und Scheune eines Zweiseithofes                                                                  | Moritzfelder Straße 1 (Karte)     | 2. Hälfte 19. Jahrhundert                                                                         | Wohnstallhaus Obergeschoss Fachwerk, Scheune Fachwerkkonstruktion, Bestandteil der Siedlung an der Moritzfelder Straße, baugeschichtlich von Bedeutung. - Wohnstallhaus: Erdgeschoss massiv, vergrößerte Fenster, Obergeschoss: rundum Fachwerk, verkleidet - Scheune: Sockel massiv, sonst Fachwerk, verbrettert bzw. verkleidet | 08962293 |
| Direkt Bild zu diesem Denkmal hochladen | Seitengebäude und Scheune eines Zweiseithofes                                                                  | Moritzfelder Straße 2 (Karte)     | Um 1800 (Stallscheune); Mitte 19. Jahrhundert (Scheune)                                           | Beide Gebäude in Fachwerkbauweise, Bestandteil der Siedlung an der Moritzfelder Straße, bau- und wirtschaftsgeschichtlich von Bedeutung. - Seitengebäude: alter Baukörper, Erdgeschoss massiv, Obergeschoss Fachwerk, verputzt, Giebel verkleidet - Scheune: Fachwerk, teils verbrettert, Krüppelwalmdach, steht jenseits der Straße | 08962292 |
| Direkt Bild zu diesem Denkmal hochladen | Wohnstallhaus                                                                                                  | Moritzfelder Straße 4 (Karte)     | 1. Hälfte 19. Jahrhundert                                                                         | Obergeschoss Fachwerk, Bestandteil der Siedlung an der Moritzfelder Straße, weitgehend authentisch erhalten, baugeschichtlich von Bedeutung. Erdgeschoss massiv, Obergeschoss rundum Fachwerk, verbrettert, Giebel Schiefer, originale Fenstergrößen. | 08962291 |
| Direkt Bild zu diesem Denkmal hochladen | Westliches Seitengebäude (Stallscheune) und südliche Scheune eines Vierseithofes                               | Mühlfeldstraße 12 (Karte)         | Ende 18. Jahrhundert (Stallscheune); 2. Drittel 19. Jahrhundert (Scheune)                         | Beispiel für die Holzbauweise, bau- und wirtschaftsgeschichtlich von Bedeutung. - Seitengebäude: Erdgeschoss massiv, Obergeschoss vier Seiten Fachwerk (einriegelig) - Scheune: Sockelgeschoss hofseitig Bruchstein, zwei große Tore, Drempel Fachwerk | 08962287 |
| Direkt Bild zu diesem Denkmal hochladen | Häuslerhaus | Tanneberger Straße 3 (Karte)      | 1. Hälfte 19. Jahrhundert                                                                         | Bestandteil der alten Ortsbebauung, baugeschichtlich von Bedeutung. Erdgeschoss massiv, Obergeschoss Fachwerk (ehemals verbrettert), überwiegend originale Fenstergrößen. | 08962285 |
| Direkt Bild zu diesem Denkmal hochladen | Südliches Wohnstallhaus, östliches Seitengebäude, westliches Torhaus und nördliche Scheune eines Vierseithofes | Tanneberger Straße 5 (Karte)      | Um 1710 (Wohnstallhaus); um 1800 (Seitengebäude); 2. Hälfte 19. Jahrhundert (Torhaus und Scheune) | Imposante Hofanlage mit ältester Bausubstanz im Ort, alle Gebäude in Fachwerkbauweise, baugeschichtlich, wirtschaftsgeschichtlich und ortsbildprägend von Bedeutung. - Wohnstallhaus: Erdgeschoss massiv, Blattsassen an der Schwelle, Obergeschoss Fachwerk mit Kopfband (verblattet), im Giebel Mann-Figuren, an der hofabgewandten Seite Wilde-Mann-Figuren, im hinteren Teil strebenreicheres Fachwerk, Lastenaufzug - Seitengebäude: Erdgeschoss massiv, zwei Holzfenstergewände, Obergeschoss Fachwerk, Giebel verbrettert - Scheune: Fachwerk mit Drempel - Torhaus: Erdgeschoss massiv, Obergeschoss Fachwerk, Porphyrgewände | 08962286 |

## Kriebethal
| Bild                                    | Bezeichnung | Lage                                                | Datierung | Beschreibung | ID       |
| --------------------------------------- | --- | --------------------------------------------------- | --- | --- | -------- |
|                                         | Doppelwohnhaus | Am Schloßberg 1 (Karte)                             | 1872 | Als Beamtenwohnhaus für Angestellte der Papierfabrik errichtet, bau- und ortsgeschichtlich von Bedeutung. Zweigeschossig, mit Drempel, achsensymmetrische Aufteilung, Bruchsteinmauerwerk mit Porphyrgewänden, Zwerchgiebel mit Zierfachwerk. | 08962282 |
| Weitere Bilder                          | Fabrikantenvilla, Pförtnerhaus und Remisenanlage einer ehemaligen Papierfabrik sowie Wehranlage | Am Schloßberg 7 (Karte)                             | Um 1880 (Fabrikantenvilla); gegründet am 15. März 1856 (Papier- und Kartonagenfabrik)                                                                                            | Bau-, orts- und technikgeschichtlich von Bedeutung. - Villa mit Garten (Nr. 7): „Linquenda“, auf unregelmäßigem Grundriss, verputzt, zweigeschossig, Dachausbau, nach vorne dreiseitige Auslucht, Terrasse. Letztes bauliches Zeugnis der bedeutenden Papierfabrik Kriebstein, welche 2012 abgebrochen wurde. Der Denkmalwert der Fabrikantenvilla ergibt sich aus ihrer besonders typischen Ausprägung, ihrer Authentizität und Komplexität sowie ihrer baukünstlerischen Qualität. Als letztes bauliches Zeugnis einer der bedeutenden Papierfabriken Sachsens erlangt die Fabrikantenvilla auch geschichtliche Bedeutung. - Pförtnerhaus: eingeschossiger Bau mit überdachtem Gang auf Säulen, geschweiftes Walmdach - Remisenanlage: von Bruchsteinmauer umgebenes Areal mit quadratischen Ecktürmen, wehrhafter Charakter - Muldenwehr: breites Überlaufwehr unterhalb der Burg Kriebstein, wohl von 1903, möglicherweise mit einigen späteren Ergänzungen, diente der Versorgung der alten Kriebsteiner Papierfabrik mit ihrem immensen Bedarf an Wasser, sowohl für die mechanische Aufbereitung der Ausgangsstoffe als auch für die Herstellung des Papierbreies. Damit ist das Wehr ein gut sichtbares und wesenhaftes technisches Zeugnis der Papierproduktion an einem der traditionsreichsten Standorte der Papierherstellung in Sachsen (Firma Niethammer & Kübler). Das Wehr bezeichnet außerdem den historischen Standort früherer, nachweisbarer Wehranlagen, die einer bereits seit dem 15. Jahrhundert an dieser Stelle belegten Mahlmühle dienten. Somit tradiert es einen seit Jahrhunderten bekannten Ort der produktionstechnischen Wasserkraftnutzung. Die eindrucksvolle Wehranlage, die in vergleichbarer Weise inzwischen nur noch vereinzelt anzutreffen ist, erlangt orts- und industriegeschichtliche Bedeutung. - Fabrik (Abbruch 2012): Hausnummern 4, 6, Produktions- und Verwaltungsgebäude - Produktionsgebäude: mehrgeschossiger Gebäudekomplex aus Bruchstein mit Porphyrgewänden, die Doppelfenster mit Segmentbögen werden als Gestaltungselement konsequent durchgehalten - Verwaltungsgebäude: verputzter Bau mit recht aufwendigem gründerzeitlichen Dekor, originales Treppenhaus Der Denkmalwert der gesamten Betriebsanlage einschließlich der Nebenanlagen und der Fabrikantenvilla ergibt sich aus ihrer besonders typischen Ausprägung, ihrer Authentizität und Komplexität. Auch die baukünstlerische Qualität der Fabrikbauten, des Verwaltungsbaus und der Villa sind hervorzuheben. Durch vielfachen Abbruch, Umbaumaßnahmen bedingt durch Umnutzungen blieben nur wenige vergleichbare Papierfabriken oder auch Fabrikanlagen allgemein erhalten, so dass auch durch die Singularität derartiger Fabrikkomplexe die Denkmalwürdigkeit begründet wird. | 08962281 |
| Weitere Bilder                          | Eisenbahnbrücke | An der Zschopau (Karte)                             | 1895/1896 | Landschaftsbildprägende genietete Stahlfachwerkbrücke über die Zschopau und einen Betriebsgraben der nahegelegenen Papierfabrik, Widerlager mit seitlichen Flügelmauern aus Natursteinmauerwerk, technik- und eisenbahngeschichtlich von Bedeutung. Zweifeldrige Eisenbahnbrücke mit obenliegender Fahrbahn über die Zschopau und den Untergraben der nahegelegenen Papierfabrik Kübler & Niethammer (Betriebsteil Kriebethal), zwei genietete parallelgurtige Stahlfachwerkträger mit – entsprechend der notwendigen Spannweite – unterschiedlicher Dimensionierung (großer Fachwerkträger mit 65 m Spannweite, enges Strebenfachwerk mit zur Mitte hin fallenden Streben und Pfosten, dient zugleich als Auflager für den kleineren und weniger hohen Fachwerkträger geringerer Spannweite aus weiter gestelltem Strebenfachwerk), Natursteinpfeiler auf langgezogenem Trennungsdamm mit Steindeckwerk zwischen Fluss und Untergraben, Widerlager mit seitlichen, schräg ansetzenden Flügelmauern, Gesamtlänge des Brückenbauwerks 109,25 m, Länge zw. Widerlagern 101,2 m, Breite 4,25 m, Baukosten 119.677 Mark, 1945 teilweise gesprengt, unmittelbar danach Wiederaufbau/Instandsetzung. Zur Bahnstrecke Waldheim–Kriebethal (Streckenkürzel WK): eingleisige normalspurige Nebenstrecke vom Bahnhof Waldheim zum Güterbahnhof Kriebethal über eine Zwischenstation (Ladestelle Rauschenthal), in Waldheim Anschluss an die Hauptstrecke Riesa–Chemnitz, ab Güterbahnhof Kriebethal mehrere Gleisanschlüsse zu den Betriebsteilen der deutschlandweit bedeutenden Papierfabrik Kübler & Niethammer (Betriebsteile in Kriebstein, Kriebethal und Kriebenau), Streckenende unterhalb der Burg Kriebstein, zählte mit ca. 3 km Länge zu den kürzesten, aber ertragreichsten sächsischen Strecken, 1895/96 aufgrund des großen Güterverkehrsaufkommens durch die im Zschopautal ansässige Papierfabrik als Zweigbahn der Königlich Sächsischen Staatseisenbahnen errichtet (Streckenbau: Fa. Neumeister & Bischof aus Moritzburg), Grundvoraussetzung für den Bau war das Bereitstellen des notwendigen Baugrunds sowie eine 44-prozentige Beteiligung an den Baukosten sowie durch die Fa. Kübler & Niethammer, überwiegend Güterverkehr (dominiert von der Papierfabrik), zwischen 1897 und 1919 auch Personenverkehr (Ausflugsverkehr zur Burg Kriebstein), zwischen 1927 und 1929 ab Kriebstein weiterführendes Ladegleis zur Baustelle der Staumauer der heutigen Talsperre Kriebstein, 1945 Sprengung der zwei Zschopaubrücken in Kriebethal, im selben Jahr noch Wiederaufbau/Reparatur, auch zu DDR-Zeiten nach Wiederaufnahme der Produktion im VEB Papierfabrik Kriebstein reger Güterverkehr, erst 1998 Stilllegung der Zweigstrecke.                                                        | 08962276 |
|                                         | Denkmal für die Gefallenen des Ersten Weltkrieges | August-Bebel-Straße (Karte)                         | Nach 1918 | Ortsgeschichtlich von Bedeutung. Porphyrmonolith mit Namen der Gefallenen, darauf ruhender Löwe, mit Polygonmauer und kleiner Treppe. | 08962271 |
|                                         | Arbeiterwohnhaus einer Siedlung | August-Bebel-Straße 1, 2 (Brunnensteg 4, 5) (Karte) | 1881 | Doppelhaus mit Brunnensteg 4, 5, im Kontext mit der Papierfabrik erbaut, daher ortsgeschichtliche Bedeutung, siehe auch August-Bebel-Straße 3, 4/Brunnensteg 2, 3 sowie Turnerstraße 1, Turnerstraße 2, 3, 4, 5 und Brunnen Turnerstraße 6. Doppelwohnhaus, Bruchsteinmauerwerk mit Porphyrgewänden und -eckquaderung, sehr flaches Satteldach. | 08962273 |
|                                         | Arbeiterwohnhaus einer Siedlung | August-Bebel-Straße 3, 4 (Brunnensteg 2, 3) (Karte) | 1881 | Doppelhaus mit Brunnensteg 2, 3, im Kontext mit der Papierfabrik erbaut, daher ortsgeschichtliche Bedeutung, siehe auch August-Bebel-Straße 1, 2/Brunnensteg 4, 5 sowie Turnerstraße 1, Turnerstraße 2, 3, 4, 5 und Brunnen Turnerstraße 6. Doppelwohnhaus, Bruchsteinmauerwerk mit Porphyrgewänden und -eckquaderung, sehr flaches Satteldach. | 09304817 |
| Direkt Bild zu diesem Denkmal hochladen | Häuslerhaus | August-Bebel-Straße 11 (Karte)                      | Anfang 19. Jahrhundert | Obergeschoss Fachwerk, Teil des alten Ortsbildes, bau- und sozialgeschichtlich von Bedeutung. Traufständig, Erdgeschoss massiv, Winterfenster, Obergeschoss Fachwerk, Fenster mit Sprossung, Giebeldreieck verbrettert. | 08962279 |
| Weitere Bilder                          | Papierfabrik Kriebstein AG, Kübler & Niethammer: Südlicher Bereich der Papierfabrik (Nr. 1) mit Kraftwerk, Schleiferei, Esse, Wasserturm und Produktionshalle, nördlicher Bereich mit ehemaliger Schleiferei mit Wasserturbine, Schlosserei, Produktionsgebäude 1 und 2 sowie Gasthof (Nr. 3) und Feuerwehrhaus (Nr. 5) | Bauhofstraße 1, 3, 5 (Karte)                        | Um 1890 (Schleiferei); Ende 19. Jahrhundert (Schlosserei); um 1900 (Produktionshalle); Anfang 20. Jahrhundert (Produktionsgebäude 2); bezeichnet mit 1929 (Produktionsgebäude 1) | Bau-, orts- und technikgeschichtlich von Bedeutung. Neben dem Altwerk zweites Produktionsgebäude der 1856 gegründeten Papierfabrik. - Im südlichen Bereich: - Kraftwerk: zweigeschossiger Bau mit Lisenengliederung, Drempel, daran anschließend die Schleiferei, zur Straße hin mit einem Dreiecksgiebel ausgezeichnet, außen mit Lisenengliederung, im Inneren Pilaster - Wasserturm und Produktionshalle: in einheitlicher Gestaltung errichtet, der Wasserturm mit Lisenen, zinnenartigem Blendfries und Zwillingsfenstern, ihn könnte man als Wahrzeichen der Fabrik bezeichnen - Produktionshalle: zweigeschossiger Klinkerbau, akzentuiert durch gelbe Klinkerbänderung und Staffelgiebel nach Nordwesten, zwei Kopfbauten treten zum Zschopauufer hervor - Gasthof (Bauhofstraße 3): eingeschossiger Bau auf unregelmäßigem Grundriss im Schweizerstil, im Drempel Zierfachwerk, der Saalanbau eingeschossig in Fachwerk - Feuerwehr/Wohnhaus (Bauhofstraße 5): in dem für die Papierfabrik typischen Bruchsteinmauerwerk errichtet, ebenfalls im Schweizerstil mit Zierfachwerk im Drempelbereich, dominierendes Zierelement sind die zahlreichen Giebel - Im nördlichen Bereich: - Ehemalige Schleiferei mit Wasserturbine: viergeschossiger Bruchsteinbau mit Doppelfenstern, charakteristisch die abgerundete Ecke zum Wassergraben hin - Schlosserei: eingeschossigen Bruchsteinmauerwerk, zur ehemaligen Schleiferei mit Dreiecksgiebel, zwei Dachhechte, Oberlichter - Produktionsgebäude 1: ebenso wie im Produktionsgebäude 2 läuft hier der Verarbeitungsprozess vom Lager über die Papiermaschine zur Stoffaufbereitung ab. Der Kopfbau zweigeschossig mit Drempel, dort Zwillingsfenster, sehr flache Dachneigung, die Halle teils verputzt, im Innern AEG-Turbine, Schaltpult aus den 1920er Jahren - Produktionsgebäude 2: steht direkt am Gleisanschluss, Ursprungsbau auf U-förmigem Grundriss mit zwei Kopfbauten, diese jeweils dreigeschossig, in Bruchsteinmauerwerk | 08962314 |
| Direkt Bild zu diesem Denkmal hochladen | Arbeiterwohnhaus einer Siedlung | Brunnensteg 2, 3 (August-Bebel-Straße 3, 4) (Karte) | 1881 | Doppelhaus mit August-Bebel-Straße 3, 4, im Kontext mit der Papierfabrik erbaut, daher ortsgeschichtliche Bedeutung, siehe auch August-Bebel-Straße 1, 2/Brunnensteg 4, 5 sowie Turnerstraße 1, Turnerstraße 2, 3, 4, 5 und Brunnen Turnerstraße 6. Doppelwohnhaus, Bruchsteinmauerwerk mit Porphyrgewänden und -eckquaderung, sehr flaches Satteldach. | 09304817 |
| Direkt Bild zu diesem Denkmal hochladen | Arbeiterwohnhaus einer Siedlung | Brunnensteg 4, 5 (August-Bebel-Straße 3, 4) (Karte) | 1881 | Doppelhaus mit August-Bebel-Straße 3, 4, im Kontext mit der Papierfabrik erbaut, daher ortsgeschichtliche Bedeutung, siehe auch August-Bebel-Straße 3, 4/Brunnensteg 2, 3 sowie Turnerstraße 1, Turnerstraße 2, 3, 4, 5 und Brunnen Turnerstraße 6. Doppelwohnhaus, Bruchsteinmauerwerk mit Porphyrgewänden und -eckquaderung, sehr flaches Satteldach. | 08962273 |
| Direkt Bild zu diesem Denkmal hochladen | Wohnhaus | Olga-Zimmermann-Straße 6 (Karte)                    | 1. Hälfte 19. Jahrhundert | Baugeschichtlich von Bedeutung. Erdgeschoss massiv, Obergeschoss Fachwerk, verschiefert, originale Fenstergrößen, rückwärtig Anbau. | 08962283 |
| Direkt Bild zu diesem Denkmal hochladen | Wasch- und Trockenhaus mit Wäschemangel | Schulstraße 3 (Karte)                               | Ende 19. / Anfang 20. Jahrhundert | Teil der anliegenden Arbeitersiedlung, sozialgeschichtlich von Bedeutung. Eingeschossig, ein Drittel massiv, zwei Drittel Fachwerk mit Kopfbändern, zwischen den Ständern Lamellen zur Belüftung. | 08962275 |
|                                         | Arbeiterwohnhaus mit Ladeneinbauten | Turnerstraße 1 (Karte)                              | 1881 | Im Kontext mit der Papierfabrik erbaut, daher ortsgeschichtliche Bedeutung, siehe auch August-Bebel-Straße 1, 2/Brunnensteg 4, 5 und August-Bebel-Straße 3, 4/Brunnensteg 2, 3 sowie Turnerstraße 2, 3, 4, 5 und Brunnen Turnerstraße 6. Zweigeschossiger Bruchsteinbau mit Porphyrgewänden und -eckquaderung, mit Ladeneinbauten und zurückgesetztem Dachgeschoss. | 08962272 |
|                                         | Arbeiterwohnhaus | Turnerstraße 2, 3, 4, 5 (Karte)                     | 1881 | Im Kontext mit der Papierfabrik erbaut, daher ortsgeschichtliche Bedeutung, siehe auch August-Bebel-Straße 1, 2/Brunnensteg 4, 5 und August-Bebel-Straße 3, 4/Brunnensteg 2, 3 sowie Turnerstraße 1 und Brunnen Turnerstraße 6. Eingeschossiger Bruchsteinbau mit Drempel, Porphyrgewänden und -eckquaderung, kleine Eingangstreppe, Dachüberstand. | 09304818 |
|                                         | Brunnen | Turnerstraße 6 (Karte)                              | Um 1880 | Als Verbindungsglied zwischen zwei Arbeiterwohnhäusern errichtet, im Kontext mit der Papierfabrik erbaut, daher ortsgeschichtliche Bedeutung. Als Verbindungsglied zwischen zwei Gebäuden errichteter Brunnen mit Relief (Rehdarstellung). | 09304819 |
| Direkt Bild zu diesem Denkmal hochladen | Wohnhaus | Turnerstraße 11 (Karte)                             | Schlussstein bezeichnet mit 1791 | Stattliches Wohnhaus mit Fachwerk auch in beiden Geschossen, Seltenheitswert, baugeschichtlich von Bedeutung. Erdgeschoss teilweise massiv, Türgewände aus Holz, Schlussstein, rechts vom Eingang noch Fachwerk, Obergeschoss Fachwerk, ein Fachwerk-Teil im Obergeschoss einriegelig, recht kräftige Ständer, Giebeldreieck verbrettert, Dach Schiefer, originale Fenstergrößen | 08962274 |

## Reichenbach
| Bild                                    | Bezeichnung | Lage                                             | Datierung | Beschreibung | ID       |
| --------------------------------------- | --- | ------------------------------------------------ | --- | --- | -------- |
| Direkt Bild zu diesem Denkmal hochladen | Sachgesamtheit Königlich-Sächsische Triangulierung („Europäische Gradmessung im Königreich Sachsen“): Station 98 Reichenbachhöhe | (Gemarkung Reichenbach; Flurstück 422/c) (Karte) | Bezeichnet mit 1869 | Triangulationssäule; Station 2. Ordnung, bedeutendes Zeugnis der Geodäsie des 19. Jahrhunderts, vermessungsgeschichtlich von Bedeutung | 09307376 |
| Direkt Bild zu diesem Denkmal hochladen | Häuslerhaus | Mittelstraße 14 (Karte)                          | Anfang 19. Jahrhundert | Obergeschoss Fachwerk, baugeschichtlich und straßenbildprägend von Bedeutung. Erdgeschoss massiv, verändert, Frackdach, giebelseitig kleine Anbauten. | 08962329 |
| Direkt Bild zu diesem Denkmal hochladen | Häuslerhaus | Mittelstraße 21 (Karte)                          | Ende 18. Jahrhundert | Obergeschoss einriegeliges Fachwerk, baugeschichtlich von Bedeutung. Erdgeschoss Bruchsteine, verputzt, Giebel verputzt. | 08962326 |
| Direkt Bild zu diesem Denkmal hochladen | Ehemalige Schule | Spielstraße 2 (Karte)                            | Bezeichnet mit 1835 | Obergeschoss Fachwerk, ortsgeschichtlich von Bedeutung. Traufständig, Erdgeschoss massiv, Porphyrgewände, profilierter Türsturz mit Zahnschnitt, kleine Treppe, Obergeschoss Fachwerk, die Giebel massiv, originale Fenstergrößen. | 08962328 |
| Direkt Bild zu diesem Denkmal hochladen | Südliches Seitengebäude (Torhaus) und nördliche Scheune eines Vierseithofes                                                      | Südstraße 7 (Karte)                              | Um 1800 (Seitengebäude); 2. Hälfte 19. Jahrhundert (Scheune)                                                                                      | Bau- und wirtschaftsgeschichtlich von Bedeutung. - Scheune: Fachwerk mit Drempel, Giebel Schiefer - Seitengebäude (Torhaus): Erdgeschoss massiv, Porphyrgewände, sonst Fachwerk, etwas verformt, Dach Schiefer | 08962320 |
| Direkt Bild zu diesem Denkmal hochladen | Nordwestliches Seitengebäude und südwestliche Scheune des ehemaligen Gasthofs „Zum Goldenen Trompeter“                           | Waldheimer Straße 8 (Karte)                      | Laut Auskunft 1782 (Stallscheune); 2. Hälfte 19. Jahrhundert (Scheune)                                                                            | Beide Gebäude in Fachwerkkonstruktion, bau- und ortsgeschichtlich von Bedeutung. - Scheune: Fachwerk mit Drempel - Stallscheune: Erdgeschoss massiv, Obergeschoss vier Seiten Fachwerk mit recht kräftigen Ständern, Kopfband, Dach Schiefer | 08962321 |
| Direkt Bild zu diesem Denkmal hochladen | Hauszeichen vom gegenüberliegenden ehemaligen Gasthof                                                                            | Waldheimer Straße 9 (Karte)                      | Bezeichnet mit 1782 | Ortsgeschichtlich von Bedeutung. Epitaphform, Relief eines Trompeters zu Pferd, flankiert von Pilastern, Inschrifttafel: „Kurfürstl. sächs. privilegierter Gasthof zum Goldenen Trompeter – 1782“. | 08962322 |
|                                         | Ganzmeilenstein | Waldheimer Straße 14 (vor) (Karte)               | Nach 1858 | Königlich-Sächsischer Meilenstein, verkehrsgeschichtlich von Bedeutung. Sandstein, halbrunder Abschluss. | 08962323 |
| Direkt Bild zu diesem Denkmal hochladen | Wohnstallhaus, Scheune und zwei Seitengebäude eines Vierseithofes                                                                | Waldheimer Straße 16 (Karte)                     | 1. Hälfte 19. Jh. (Seitengebäude); letztes Drittel 19. Jahrhundert (Wohnstallhaus, Stallscheune und Scheune)                                      | Beispiel für die späte Holzbauweise, bau- und wirtschaftsgeschichtlich von Bedeutung. - Wohnstallhaus: Erdgeschoss massiv, Porphyrgewände, Obergeschoss mindestens zwei Seiten Fachwerk - Scheune: Fachwerk mit Drempel - Seitengebäude: Erdgeschoss massiv, Obergeschoss Fachwerk, alte Fenster - Stallscheune: Erdgeschoss massiv, Porphyrgewände, Obergeschoss Fachwerk, teils verputzt Alle Gebäude saniert.                                                                  | 08962327 |
| Direkt Bild zu diesem Denkmal hochladen | Südliches Wohnstallhaus, östliches Seitengebäude und nördliche Scheune eines Vierseithofes                                       | Waldheimer Straße 19 (Karte)                     | 18. Jahrhundert | Gutes Beispiel für die Holzbauweise, bau- und wirtschaftsgeschichtlich von Bedeutung. - Wohnstallhaus: Erdgeschoss massiv, Porphyrgewände, Obergeschoss sehr regelmäßiges Fachwerk, Dach Schiefer - Seitengebäude: Erdgeschoss massiv, Obergeschoss Fachwerk, Oberlaube heute zugesetzt, Mitteldrehflügelfenster - Scheune: mit drei Toren, Fachwerk mit Kopfband (verblattet), Drempel                                                                                           | 08962324 |
| Direkt Bild zu diesem Denkmal hochladen | Östliches Wohnstallhaus, nördliche Stallscheune, südliches Seitengebäude und westliche Scheune eines stattlichen Vierseithofes   | Waldheimer Straße 23 (Karte)                     | Bezeichnet mit 1857 (Stallscheune); um 1870 (Wohnstallhaus); letztes Drittel 19. Jahrhundert (Seitengebäude); 2. Hälfte 19. Jahrhundert (Scheune) | Bestandteil der alten Ortsstruktur, bau- und wirtschaftsgeschichtlich von Bedeutung. - Wohnstallhaus: Putzbau mit Porphyrgewänden, im Giebel mit Fensterbedachung, zwölf zu vier Achsen, Dach Schiefer - Scheune: preußisches Fachwerk mit zwei Geschossen, Dach Schiefer - Stallscheune: Erdgeschoss Porphyrgewände, originale Tür, Obergeschoss Fachwerk, ehemalige Durchfahrt, Dachhecht - Seitengebäude: Erdgeschoss Bruchsteine, Obergeschoss Fachwerk, verbrettert/verputzt | 08962325 |

## Tabellenlegende
- Bild: Bild des Kulturdenkmals, ggf. zusätzlich mit einem Link zu weiteren Fotos des Kulturdenkmals im Medienarchiv Wikimedia Commons. Wenn man auf das Kamerasymbol klickt, können Fotos zu Kulturdenkmalen aus dieser Liste hochgeladen werden:
- Bezeichnung: Denkmalgeschützte Objekte und ggf. Bauwerksname des Kulturdenkmals
- Lage: Straßenname und Hausnummer oder Flurstücknummer des Kulturdenkmals. Die Grundsortierung der Liste erfolgt nach dieser Adresse. Der Link (Karte) führt zu verschiedenen Kartendiensten mit der Position des Kulturdenkmals. Fehlt dieser Link, wurden die Koordinaten noch nicht eingetragen. Sind diese bekannt, können sie über ein Tool mit einer Kartenansicht einfach nachgetragen werden. In dieser Kartenansicht sind Kulturdenkmale ohne Koordinaten mit einem roten bzw. orangen Marker dargestellt und können durch Verschieben auf die richtige Position in der Karte mit Koordinaten versehen werden. Kulturdenkmale ohne Bild sind an einem blauen bzw. roten Marker erkennbar.
- Datierung: Baubeginn, Fertigstellung, Datum der Erstnennung oder grobe zeitliche Einordnung entsprechend des Eintrags in der sächsischen Denkmaldatenbank
- Beschreibung: Kurzcharakteristik des Kulturdenkmals entsprechend des Eintrags in der sächsischen Denkmaldatenbank, ggf. ergänzt durch die dort nur selten veröffentlichten Erfassungstexte oder zusätzliche Informationen
- ID: Vom Landesamt für Denkmalpflege Sachsen vergebene, das Kulturdenkmal eindeutig identifizierende Objekt-Nummer. Der Link führt zum PDF-Denkmaldokument des Landesamtes für Denkmalpflege Sachsen. Bei ehemaligen Kulturdenkmalen können die Objektnummern unbekannt sein und deshalb fehlen bzw. die Links von aus der Datenbank entfernten Objektnummern ins Leere führen. Ein ggf. vorhandenes Icon  führt zu den Angaben des Kulturdenkmals bei Wikidata.

## Ausführliche Denkmaltexte
1. ↑  Gutachten von Prof. Heinrich Magirius vom 26. April 1999 zum Schloss Ehrenberg:
„Die Halbruine ist der südliche Teil des Westflügels des von den Architekten Haenel und Adam 1874–77 in Formen der deutschen Renaissance um- bzw. neugebauten Schlosses. Der Westflügel wurde als Neubau an den nordöstlich anschließenden Bau wohl aus dem 16. Jahrhundert angefügt. Seit den Abbrüchen der Nachkriegszeit existieren lediglich noch zwei Geschosse, die bis dahin von einem Zwerchhaus mit Giebeln an der West- und Ostseite bekrönt waren. Offenbar ist der Restbestand des Schlosses mit einem Notdach versehen und in diesem Zustand noch weiter genutzt worden, inzwischen ist er ruinös. Architektonisch hervorgehoben ist ein Portal der Neorenaissance an der Ostseite mit der Jahreszahl der Erbauungszeit, eine halbrunde Nische an der Südseite, wo sich ehemals eine Terrasse befand, und die zweigeschossige Fensterarchitektur an der Westseite, im Erdgeschoß Rundbogen, im Obergeschoß Rechteckfenster. Die Gewände weisen die für die Frührenaissance in Obersachsen typischen Scheiben auf, Zeichen für die Kennerschaft der Architekten der Neorenaissance. – Bei der Beurteilung des Denkmalwertes ist die ausgezeichnete topographische Lage hoch über dem Zschopautal in Rechnung zu ziehen, die selbst dem Restbestand eines einstmals hervorragenden Baues des Historismus noch immer Ansehen und Würde verleiht. Ohne die Erhaltung der Ruine des Schlosses sind auch die bereits unter Denkmalschutz gestellten Gutsbauten historisch nicht zu verstehen. Da zudem offenbar die älteren Keller des spätestens aus dem 16. Jahrhundert stammenden Nordflügels erhalten sind, die selbstverständlich Denkmalwert besitzen, bietet sich für die Zukunft eine Erinnerung an den Schloßbau – wie auch immer gestaltet – an. Der Denkmalwert der Halbruine des Schlosses ist durch die historischen Bezüge, aber auch durch die besondere Wirkung des Objekts in der Landschaft und durch die architektonischen Details zweifelsfrei gegeben.“